# ادونا کریزیو
ادونا کریزیو (انگلیسی: Edona Kryeziu؛ زادهٔ ۳ اکتبر ۱۹۹۵) بازیکن فوتبال اهل کوزوو است.
وی همچنین در تیم ملی فوتبال Kosovo بازی کرده‌است.